# Martin XB-51
Martin XB-51 je bil ameriški trimotorni reaktivni bombnik, ki so ga zasnovali v 1940-ih pri ameriškem Glenn L. Martin Company. Sprva je imel oznako XA-45 ("A" pomeni attack - jurišnik), kasneje so to oznako spremenili v XB-51 ("B" pomeni bomber -  bombnik). XB-51 je najverjetneje edini trimotorni reaktivni bombnik na svetu.
XB-51 ni vstopil v serijsko proizvodnjo, namesto njega je bil izbran britanski bombnik English Electric Canberra, ki so ga ZDA proizvajali pod oznako Martin B-57 Canberra.

## Specifikacije (XB-51)
Splošne karakteristike
- Posadka: 2
- Dolžina: 85 ft 1 in (25,9 m)
- Razpon kril: 53 ft 1 in (16,2 m)
- Višina: 17 ft 4 in (5,3 m)
- Površina kril: 548 ft² (50,9 m²)
- Teža praznega letala: 29584 lb (13419 kg)
- Naložena teža: 55923 lb (25366 kg)
- Maks. vzletna teža: 62457 lb (28330 kg)
- Pogon letala: 3 × General Electric J47-GE-13 turboreaktivna motorja

 Zmogljivost 
- Maks. hitrost: 645 mph (1040 km/h)
- Doseg: 1075 milj (1730 km)
- Največji doseg: 1613 milj (2596 km)
- Višina leta: 40500 ft (12300 m)
- Hitrost vzpenjanja: 6980 ft/min (35,5 m/s)
- Obremenitev kril: 102 lb/ft² (498 kg/m²)
- Razmerje potisk/teža: 0,28

Oborožitev

- Strelno orožje: 8 × 20 mm (0.79 in) avtomatski top s 1280 naboji
- Rakete: 8 × Rakete HVAR
- Bombe: Do 10400 funtov bomb